# Veľké Rovné
Veľké Rovné je obec na Slovensku v okrese Bytča.

## Historie
První písemná zmínka o obci pochází z roku 1408. V obci stojí římskokatolický barokní kostel svatého Michaela archanděla z poloviny 18. století.

## Geografie
Obec se nachází v nadmořské výšce 383 metrů a rozkládá na ploše 40,601 km². V obci žije přibližně 3 600 obyvatel.

## Osobnosti
- Vladimír Ferko - slovenský spisovatel, publicista a autor literatury faktu
- Milan Ferko - slovenský básník, prozaik, dramatik, textař, překladatel, autor knih pro děti a mládež